# Lindemans
Pour les articles homonymes, voir Lindeman.
 (août 2018).
Si vous disposez d'ouvrages ou d'articles de référence ou si vous connaissez des sites web de qualité traitant du thème abordé ici, merci de compléter l'article en donnant les références utiles à sa vérifiabilité et en les liant à la section « Notes et références ».
Lindemans est une brasserie familiale belge établie à Vlezenbeek, une commune du Brabant flamand. Elle produit des lambics.

## Historique

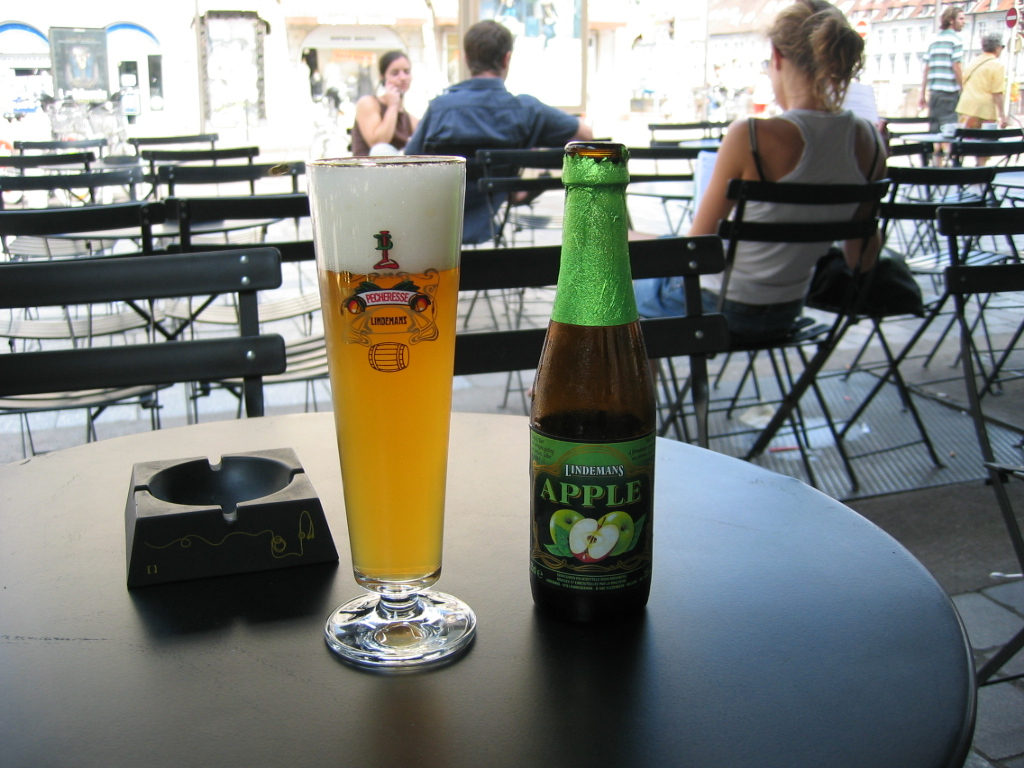
Lindemans Pomme

La famille Lindemans diversifia en 1822 les activités de son exploitation agricole située à Vlezenbeek dans la région bruxelloise en créant une brasserie de lambic puis de Faro à partir de 1869. Celle-ci se développa au point de quasiment remplacer l'activité agricole en 1920 puis définitivement en 1956. La brasserie produit de la Kriek à partir de 1961. En 1980, 70% de la production est exportée (France, Etats-Unis, Suisse et Allemagne).
En 1985, le spécialiste de la bière Michael Jackson déclare la Kriek Lindemans l'une des 5 meilleures bières du monde.